# سول ورث
سول ورث (بالإنجليزية: Sol Worth)‏ هو عالم إنسان أمريكي، ولد في 19 أغسطس 1922، وتوفي في 29 أغسطس 1977.